# Личов Данило Іванович
Дани́ло Іва́нович Личо́в (1916—2010) — радянський військовик, учасник Другої світової війни, почесний громадянин Бердичева.

## Життєпис
Народився 1916 року в станиці Рождественській Пелагіадського повіту Ставропольської губернії. 1927 року помирає його батько — учасник Першої світової війни, нагороджений за хоробрість Георгіївським хрестом. У мами на руках лишилось троє дітей, Данило закінчив 7 класів школи та пішов працювати на пошту — розносив листи і газети. За працю на пошті отримав премію — велосипед, через деякий час став працювати начальником поштового відділення.
1937 року призваний до лав Червоної Армії, закінчив окружну школу молодших командирів у Баку, пройшов службу у 28-му радіополку ВПСОЗ. Січнем 1941-го закінчив Сталінградське військово-політичне училище, політрук. Згодом призначений на посаду військового комісара окремої розвідувальної роти, 4-та окрема маневрова парашутно-десантна бригади, дислокувалась на у місті Грозний.
Німецько-радянську війну зустрів на Кавказі. На Кавказькому фронті вів бої з нацистами, у складі розвідувальної групи бився на березі річки Терек біля Ставрополя. Згодом брав участь у Сталінградській битві. З лютого 1943 року знаходився на Малій Землі (осколками від вибуху поранений в обидві ноги), згодом брав участь у звільненні Новоросійська та Анапи. Бої на території України здійснював у складі 333-го стрілецького полку 117-ї гвардійської стрілецької дивізії 1-го Українського фронту.
5 січня 1944 року 333-й стрілецький полк під час Житомирсько-Бердичівської наступальної операції звільнив місто Бердичів від нацистів. На території України в бою зазнав важкого поранення, тривалий час лікувався в госпіталі. Після одужання направлений до Львова, де наприкінці 1944-го очолив агітпункт на залізничній станції Львів-Головний. Агітпункти здійснював постачання брошурами, газетами, журналами військових ешелонів, що йшли на фронт; у Львові і зустрів 9 травня 1945-го.
Ще у Кисловодському госпіталі Данило Личов зустрів дівчину-радистку Катерину, з якою згодом побрався. Після закінчення війни подружжя 10 років проживало на території Західної України.
1956 року Личови оселились у Ставрополі. В Ставрополі Данило Личов пішов у відставку у званні гвардії полковника.
З дружиною виховали сина й трьох дочок.
У травні 1995 року перебував в Україні, відвідав Бердичів, де йому присвоїли звання Почесного громадянина міста.
Перебуваючи у відставці, Данило Личов займав активну життєву позицію, був членом Російського комітету ветеранів війни і військової служби, з 1995-го — голова однойменного Ставропольського крайового комітету, очолював його понад 15 років. За його ініціативою більш як 15 років проводилась акція «Жива історія Вітчизни».
Помер 27 квітня 2010 року, похований у станиці Рождественська Ставропольського краю.

### Нагороди та вшанування
- орден Вітчизняної війни 1 ступеня
- орден Вітчизняної війни 2 ступеня
- 2 ордени Червоної Зірки
- орден Дружби Народів
- медаль «За бойові заслуги»
- медаль «За оборону Кавказу»
- медаль «За відвагу» (за взяття «язика» у бою)
- медаль «За перемогу над Німеччиною»
- ще 33 ювілейні медалі
- почесний громадянин Бердичева (1995)
- почесний громадянин міста Моздок
- почесний громадянин станиці Рождественської